# Robert Aldrich
Robert Burgess Aldrich (* 9. August 1918 in Cranston, Rhode Island; † 5. Dezember 1983 in Los Angeles, Kalifornien) war ein US-amerikanischer Regisseur, der zwischen 1954 und 1981 rund 30 Kinofilme inszenierte. Bekannt wurde er durch Filme wie Rattennest (1955), Was geschah wirklich mit Baby Jane? (1962), Wiegenlied für eine Leiche (1964), Der Flug des Phoenix (1965) und Das dreckige Dutzend (1967).

## Werdegang

### Familiärer Hintergrund und Einstieg ins Filmgeschäft
Robert wurde am 9. August 1918 als Sohn des Ehepaares Edward Burgess Aldrich und Lora Elsie geborene Lawson in Cranston geboren. Sein Großvater war der US-Senator Nelson Wilmarth Aldrich (1841–1915) und sein Onkel John D. Rockefeller, Jr. (1874–1960). Seine Schulausbildung erfolgte an der Moses Brown School in Providence, Rhode Island. Der Wunsch seiner Eltern war es, dass Robert eine Bänker- oder Politikerkarriere einschlägt. Robert Aldrich studierte Jura und Wirtschaftswissenschaften an der University of Virginia. Das Studium beendete er vorzeitig ohne Graduierung. Nach Abschluss seiner Ausbildung ging er 1941 nach Hollywood, wo er bei der Produktionsgesellschaft RKO Pictures als juristischer Angestellter und Schriftführer begann. 1946 wurde er Produktions-, später Studiomanager und Drehbuchautor bei The Enterprise Studios Los Angeles. Er arbeitete sich förmlich von der Pike über Regieassistenz bis zum Associate Producer hoch.
Dabei sammelte er Erfahrungen bei namhaften Filmemachern, die für seine weitere Berufsentwicklung wichtig waren, wie Edward Dmytryk, Jean Renoir (1894–1979) mit dem Film „Der Mann aus dem Süden“ 1945, William Wellman (1896–1975) mit dem Film „Schlachtgewitter am Monte Cassino“ 1945, Lewis Milestone (1895–1980) mit dem Film „Triumphbogen“ 1948, Abraham Polonsky (1910–1999) mit dem Film „Die Macht des Bösen“ 1949, Joseph Losey (1909–1984) mit dem Film „M“ 1950, Charlie Chaplin (1889–1977) mit dem Film „Rampenlicht“ 1952, und Richard Fleischer (1916–2006) und wurde in der Branche bekannt. Kurzzeitig arbeitete er auch beim Fernsehen und inszenierte dort einzelne Episoden von Fernsehserien.

### 1953–1962: Etablierung als Hollywood-Regisseur
Die Metro-Goldwyn-Mayer Studios (MGM) in Los Angeles ermöglichten Aldrich 1953 die erste eigene Regiearbeit mit dem Baseball-Drama Big Leaguer und dem Schauspieler Edward G. Robinson (1893–1973). In dieser Zeit gründete er eine eigene Filmproduktionsfirma, um Bilder zu machen „die das Publikum sehen will“.  Dabei wählte er vor allem politisch-soziale Themen aus, die ihm besonders am Herzen lagen. Der Durchbruch gelang ihm mit zwei hochkarätigen Western im Verleih der United Artists: In Massai (1954) wird mit antirassistischem Engagement die Geschichte eines Apachenkriegers, verkörpert von Burt Lancaster (1913–1994) erzählt, der zum Farmer wird und einer gnadenlosen Verfolgung durch Weiße ausgesetzt ist. Die Geschichte wird aus dem Blickwinkel des Indianers dargestellt und dieser schleudert seinen Unterdrückern seinen ganzen Hass entgegen. Damit präsentiert Aldrich den erbitterten Aufschrei eines Volkes, das dem Untergang geweiht ist. 
Der zweite Film war Vera Cruz, produziert 1954, wieder mit Burt Lancaster sowie mit Gary Cooper (1901–1961). Er schildert die Freundschaft zweier ungleicher Männer, die zur Zeit des mexikanischen Kaiserreiches im Jahr 1866 auf der Jagd nach einem Goldschatz zwischen die Fronten rivalisierender Mächte geraten.
Immer stärker trat Robert Aldrich mit Filmen hervor, die sich kritisch mit aktuellen sozialpolitischen Themen beschäftigten und die er für seine eigene Produktionsgesellschaft inszenierte. Die Mickey-Spillane-Adaption Rattennest (1955), ein nüchtern in Szene gesetzter Kriminalfilm im Stil des Film Noir mit Privatdetektiv Mike Hammer als Protagonisten, handelt von skrupellosen Gangstern, die versuchen radioaktives Material zu erbeuten. Unüberhörbar sprach sich Aldrich hier gegen die Kommunistenjagd des US-Senators McCarthy aus. Das pessimistische Drama Hollywood-Story (1955) mit Jack Palance (1919–2006) und Ida Lupino (1918–1995) in den Hauptrollen erzählt die Geschichte eines Schauspielers, der von seinem Produzenten erpresst und in den Selbstmord getrieben wird. Das war ein ungewöhnlich kritischer Blick hinter die Kulissen der „Traumfabrik Hollywood“. Im darauffolgenden Jahr erhielt dieser Film bei den Filmfestspielen in Venedig den „Silbernen Löwen“. 
1959 übernahm Robert Aldrich den Vorsitz der Jury bei den Internationalen Filmfestspielen in Berlin.

### 1962–1967: Karrierehöhepunkt
Die kommerziellen Höhepunkte seiner Laufbahn erlangte Aldrich mit Filmen wie Was geschah wirklich mit Baby Jane? (1962), einem effektvoll inszenierten Psychothriller um zwei verfeindete Schwestern, die sich als längst vergessene Stars in einer altmodischen Plüschvilla in Hollywood in ihrem Hass gegeneinander aufzehren, hervorragend verkörpert von Bette Davis (1908–1989) und Joan Crawford (1905–1977). 
Zu seinen damaligen Erfolgen zählt auch der Abenteuerfilm-Klassiker Der Flug des Phoenix (1965). Dieser Film erzählt von der Notlandung einer Transportmaschine einer Ölgesellschaft in der Sahara: Ein junger, ehrgeiziger Techniker baut aus dem alten Kasten eine flugfähige Maschine, bevor die Gruppe verdurstet. 
Ein weiterer Erfolg war der Streifen Das dreckige Dutzend (1967), ein mit Star-Ensemble realisierter Kriegsfilm, der durch seine unverblümt dargestellten Gewaltszenen und das Fehlen vordergründiger moralischer Positionierung auffiel. Zwölf inhaftierte Schwerverbrecher werden aus dem Gefängnis entlassen, um während des Zweiten Weltkrieges in Frankreich gegen die Deutschen zu kämpfen. Aldrich zeigte hier den Krieg als Spielplatz für Psychopathen und Killermaschinen. 1967 kam dieser Film in die Kinos und spielte 15 Millionen US-Dollar ein.

### 1968–1983: Gründung eigener Filmproduktionsfirma und spätere Filme
Generell machte Robert Aldrich keinen Hehl aus seiner Kritik am Hollywoodsystem, überzeugte und gewann sein Publikum durch seine für Hollywoodverhältnisse unübliche kritisch-direkte Behandlung brisanter gesellschaftlicher Probleme. So war es ihm mit dem Streifen Das Doppelleben der Sister George (The Killing of Sister George) 1968 passiert, dass durch die Zensur alle sapphischen Szenen herausgeschnitten wurden, bevor der Film in die Kinos kam. Erzählt wird hier eine Tragikomödie über Lesben. Um in Zukunft unabhängiger, ohne die immer wieder angesetzte Zensur und die arroganten Eingriffe durch die Mächtigen der Branche arbeiten zu können, gründete Robert Aldrich 1968 ein eigenes Studio. So kann er sich deutlicher den „ketzerischen“ Themen zuwenden. Das Melodram Große Lüge Lylah Clare (1968, mit Kim Novak) lieferte erneut eine bittere Abrechnung mit den Machtzynismen des Filmbusiness. Der Filmverleih unterdrückte diesen Film rigoros. Weitere herausragende Beispiele seines Œuvre sind die Tragikomödie Das Doppelleben der Sister George (1968), der harte Gangsterfilm Die Grissom Bande (1971), der Spätwestern Keine Gnade für Ulzana (1972). In diesem Film gestaltet Robert Aldrich eine kritische Parabel auf den Vietnamkrieg der USA. 
In den Jahren von 1975 bis 1979 war er Präsident der Directors Guild of America, der US-amerikanischen Gewerkschaftsorganisation für Regisseure. In dem Film Die Chorknaben (The Choirboys), den er 1977 produzierte, zeichnete er ein entglorifiziertes Bild aus dem Alltag von Polizisten und karikierte sie als rüde, sexgeile, saufende und schlagende Bande. Sein letzter Film und eine entlarvende Komödie war Kesse Bienen auf der Matte (1981). Darin geht es um das Geschäft mit dem Showbusiness. In Szene gesetzt wird ein Duo von Catcherinnen, die durch das Land ziehen, in miesen Hotels übernachten und das Gefühl haben, sich ständig im Kreise zu drehen. Ihren Manager spielte Peter Falk (1927–2011).

### Privates
Robert Aldrich war von 1941 bis zur Scheidung 1965 mit Harriet Foster verheiratet, danach von 1966 bis zu seinem Tod mit Sibylle Siegfried. Der Regisseur war Vater von vier Kindern. Er starb am 5. Dezember 1983 an einem Nierenversagen in Los Angeles und wurde im Forest Lawn Memorial Park in Hollywood Hills beigesetzt.

## Filmografie
- 1947: Die Privataffären des Bel Ami (The Private Affairs of Bel Ami) – Regieassistenz
- 1948: Eine Frau zuviel (No Minor Vices) – Regieassistenz
- 1948: Das ist also New York (So This is New York) – Regieassistenz
- 1951: Dem Satan singt man keine Lieder (The Prowler) – Regieassistenz
- 1951: Die Nacht der Wahrheit (The Big Night) – Darsteller (nicht genannt)
- 1951: Frauenraub in Marokko (Ten Tall Men) – Produktion
- 1952: Ein Baby kommt selten allein (The First Time) – Produktion
- 1952: Die Stahlfalle (The Steel Trap) – Produktion
- 1953: Big Leaguer
- 1954: Menschenraub in Singapur (World for Ransom) – Produktion/Regie (nicht genannt)
- 1954: Massai (Apache)
- 1954: Vera Cruz (Vera Cruz)
- 1955: Rattennest (Kiss Me Deadly) – Produktion/Regie
- 1955: Hollywood-Story (The Big Knife) – Produktion/Regie
- 1956: Herbststürme (Autumn Leaves)
- 1956: Ardennen 1944 (Attack) – Produktion/Regie
- 1957: Ums nackte Leben (The Garment Jungle)
- 1958: Vor uns die Hölle (Ten Seconds to Hell) – Regie/Drehbuch
- 1959: Hügel des Schreckens (The Angry Hills)
- 1961: El Perdido (The Last Sunset)
- 1962: Sodom und Gomorrha (Sodom and Gomorrah)
- 1962: Was geschah wirklich mit Baby Jane? (What Ever Happened to Baby Jane?) – Produktion/Regie
- 1963: Vier für Texas (4 For Texas) – Produktion/Drehbuch/Regie
- 1964: Wiegenlied für eine Leiche (Hush… Hush, Sweet Charlotte) – Produktion/Regie
- 1965: Der Flug des Phoenix (The Flight of the Phoenix) – Produktion/Regie
- 1966: Das Kabinett der blutigen Hände (Picture Mommy Dead) – Produktion
- 1967: Das dreckige Dutzend (The Dirty Dozen)
- 1968: Das Doppelleben der Sister George (The Killing of Sister George) – Produktion/Regie
- 1968: Große Lüge Lylah Clare (The Legend of Lylah Clare)
- 1969: Eine Witwe mordet leise (What Ever Happened to Aunt Alice?) – Produktion
- 1970: Zu spät für Helden – Antreten zum Verrecken (Too Late to Hero) – Produktion/Drehbuch/Regie
- 1971: Die Grissom Bande (The Grissom Gang) – Produktion/Regie
- 1972: Keine Gnade für Ulzana (Ulzana's Raid)
- 1973: Ein Zug für zwei Halunken (Emperor of the North Pole)
- 1974: Die härteste Meile (The Longest Yard)
- 1975: Straßen der Nacht (Hustle) – Produktion/Regie
- 1977: Das Ultimatum (Twilight's Last Gleaming)
- 1977: Die Chorknaben (The Choirboys)
- 1979: Ein Rabbi im Wilden Westen (The Frisco Kid)
- 1981: Kesse Bienen auf der Matte (…All the Marbles)

## Auszeichnungen
Hochi Film Awards
- 1982: Hochi Film Award für den besten (ausländischen) Film für Kesse Bienen auf der Matte (alternativer Titel: Harry läßt die Puppen tanzen, 1981)

Venedig Film Festival
- 1955: Silver Lion für Hollywood-Story (1955)
- 1956: Italian Film Critics Award für Ardennen 1944 (1956)

Berlinale
- Berlinale 1956: Silberner Bär für Herbststürme (beste Regie)